# Uruk Sulcus
Uruk Sulcus ist das längste, tektonisch entstandene Furchensystem (lateinisch Sulcus) auf dem Jupitermond Ganymed. Es ist ein 500 bis 700 km breites, über 2000 km langes System parallel verlaufender, flacher Gräben in der von Wassereis und Gesteinsbeimengungen aufgebauten Kruste.
Der Sulcus verläuft knapp nördlich des Äquators zwischen den beiden dunklen,  kraterreichen Gebieten Galileo Regio und Marius Regio und hebt sich von ihnen durch seine helle, parallele Bandstruktur deutlich ab. Die Mondkruste wurde hier in ihrer Frühzeit durch Gezeiteneffekte der riesigen Masse Jupiters tektonisch gedehnt.
Die geringe Tiefe dieses und weiterer Sulci hängt mit dem porösen Krustenmaterial des Eismondes zusammen, das die entstandenen Fugen von unten her teilweise wieder auffüllte.